# 19440 Sumatijain
19440 Sumatijain è un asteroide della fascia principale. Scoperto nel 1998, presenta un'orbita caratterizzata da un semiasse maggiore pari a 2,2506614 UA e da un'eccentricità di 0,1478159, inclinata di 4,70313° rispetto all'eclittica.